# Buchegg

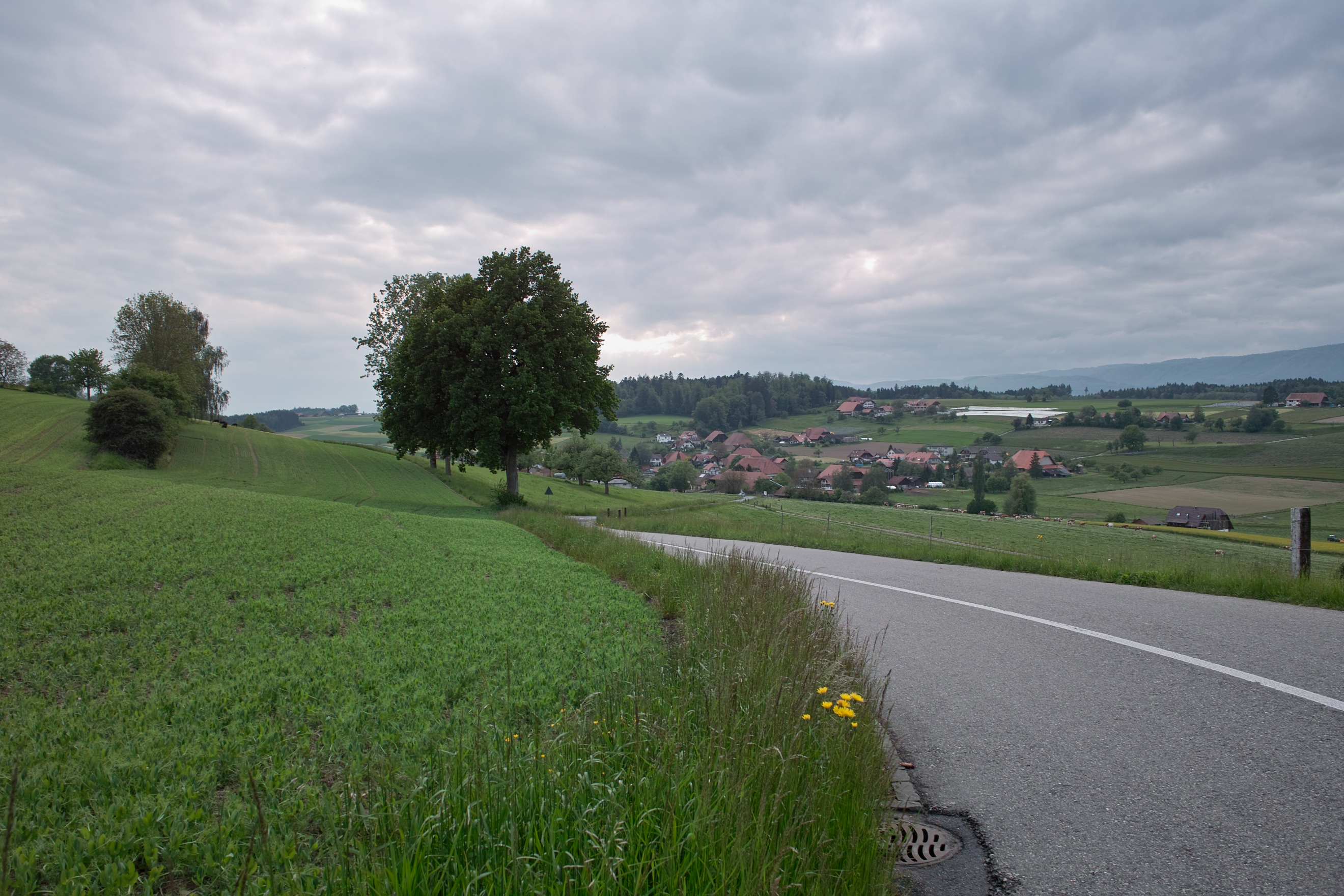
Bibern i kommunen Buchegg.

Buchegg är en kommun i distriktet Bucheggberg i kantonen Solothurn, Schweiz. Kommunen har 2 508 invånare (2021).
Kommunen bildades den 1 januari 2014 genom sammanslagning av kommunerna Aetigkofen, Aetingen, Bibern, Brügglen, Gossliwil, Hessigkofen, Küttigkofen, Kyburg-Buchegg, Mühledorf och Tscheppach. Huvudorsak till fusionen var svårigheter att finna personal till invånarkommunernas förtroendeuppdrag. Medborgarkommunerna fusionerades dock inte. Buchegg har inget tydligt befolkningscentrum utan består av små byar utspridda över Bucheggbergs kuperade landskap. Förvaltningen finns i byn Mühledorf med drygt 300 invånare. Kollektivtrafiken utförs av postbussar med anslutning till järnvägen Bern-Solothurn.

## Historia
Kommunens historia börjar 1034 då byarna Aetigkofen och Hessigkofen omnämns. Solothurn köpte området utom Aetingen år 1391. År 1470 köpte Solothurn även Aetingen.

### Borgen Buchegg

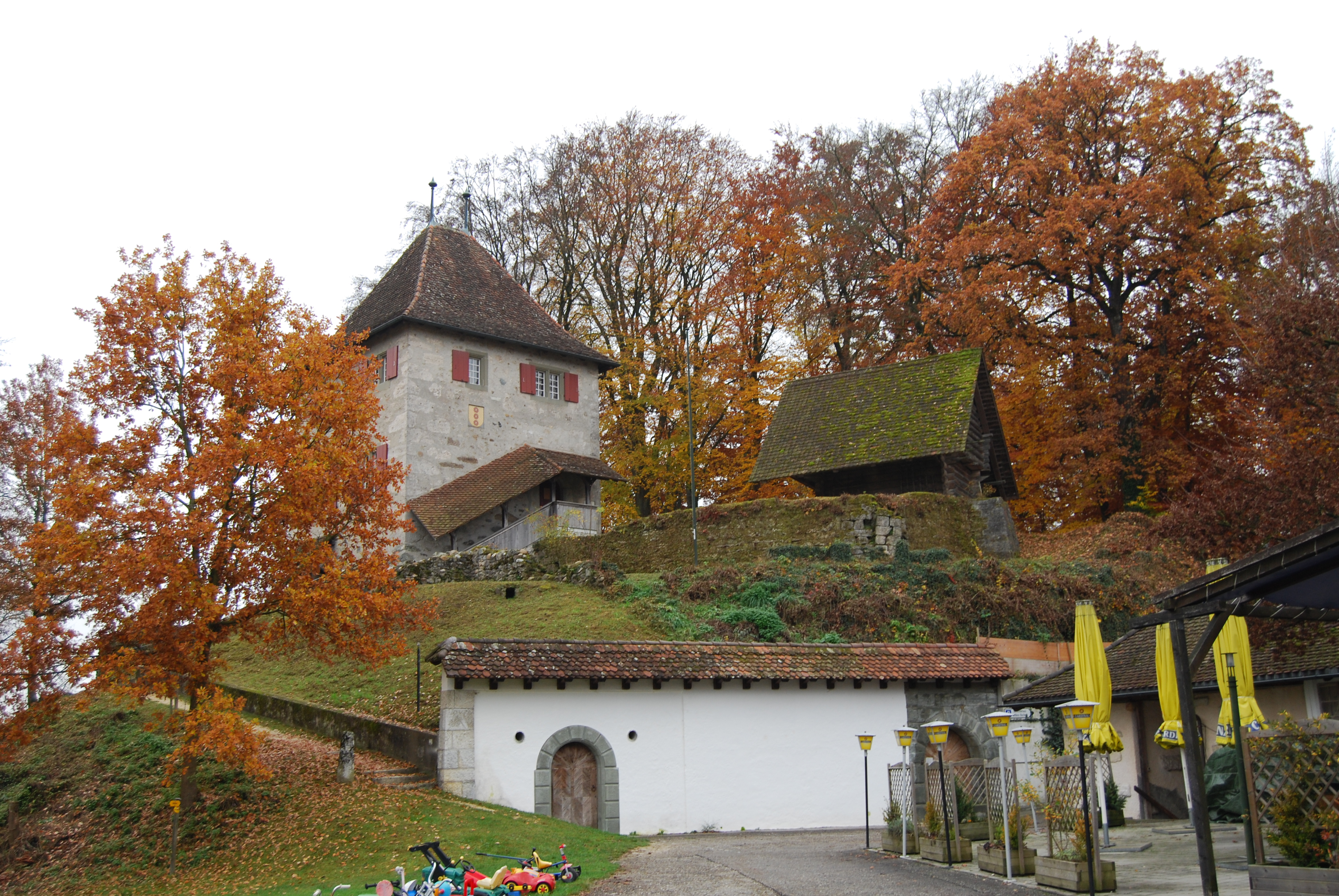
Borgen Buchegg.

Borgen Buchegg (omnämnd 1237) anlades under 1000-talet i nuvarande byn Kyburg-Buchegg. Den brändes ned 1383 men en del av husgrunderna kan fortfarande beskådas. På samma plats byggde Solothurn år 1546 ett försvarstorn som numera är hembygdsmuseum.

#### Etymologi
Ruinerna av borgen Buchegg ligger vid en brant, och namnet antas betyda Bokträdsbranten.

## Kommunvapen
Kommunvapnet går tillbaka på ett vapen som antas ha använts av friherrarna av Buchegg, en linje som uppstod under 1300-talet efter att Johanna von Buchegg gift sig med Burkhard Senn von Münsingen. Det innehåller element ur båda familjernas vapen.